# Gross-Otavi
Der Gross-Otavi (englisch Gross Otavi) ist der höchste Berg der Otaviberge in der Region Otjozondjupa in Namibia. Er erreicht eine Höhe von 2069 m. Das Gebiet ist wichtig für den Bergbau in Namibia.